# Somerset, Kentucky
Somerset är en stad i Pulaski County i den amerikanska delstaten Kentucky med en yta av 29,2 km² och en folkmängd, som uppgår till 11 352 invånare (2000). Somerset är administrativ huvudort i Pulaski County.

## Kända personer från Somerset
- John Sherman Cooper, politiker, diplomat och jurist
- Tommy Lee Wallace, producent, regissör och manusförfattare